# Gouvernement Parizeau
Monarchie 
 constitutionnelle à 
 régime parlementaire
Gouvernement 
 Daniel Johnson (fils) Gouvernement 
 Lucien Bouchard
Le mandat du gouvernement de Jacques Parizeau, devenu premier ministre du Québec à la suite de sa victoire à l'élection générale du 12 septembre 1994, s'étendit du 26 septembre 1994 au 29 janvier 1996.

## Caractéristiques
Le gouvernement de Jacques Parizeau arrive au pouvoir avec comme principal objectif de faire un référendum sur la souveraineté. Durant son année de pouvoir, il s'y prépare d'ailleurs activement. Quelques jours après l'inauguration de la session, en décembre, il dépose un projet de loi créant 15 commissions régionales qui passeront l'hiver à entendre les citoyens désireux d'exprimer leur opinion sur le projet. Elles remettront leurs rapports à une Commission nationale où des organismes divers (syndicats, Conseil du patronat, Union des Artistes, Union des producteurs agricoles, etc) auront la possibilité de donner leurs avis.
C'est en avril que la Commission nationale remet son rapport, recommandant de négocier une entente économique avec le reste du Canada advenant un Oui au référendum. Le 12 juin, Jacques Parizeau signe une entente avec Lucien Bouchard du Bloc québécois et Mario Dumont de l'Action démocratique du Québec, qui prévoit un an de négociations avec le Canada avant de déclarer l'indépendance. Malgré tout, le Non l'emporte de très peu au référendum, ce qui persuade le premier ministre d'annoncer sa démission le lendemain.
La préparation du référendum n'empêche pas le gouvernement Parizeau de s'occuper d'autres dossiers importants. Il crée la Commission de la capitale nationale et installe les premiers jalons de ce qui deviendra l'assurance-médicaments. En économie, il tente de sauver les chantiers Davie de Lauzon et, inquiet des derniers déficits astronomiques de l'ère libérale (plus de $4milliards en 1993 et 1994), il inaugure les premières restrictions budgétaires dans le système de santé.

## Chronologie
- 26 septembre 1994 : assermentation du cabinet Parizeau devant le lieutenant-gouverneur Martial Asselin.
- 3 novembre 1994 : le 1080 avenue des Braves à Québec devient la résidence officielle du premier ministre.
- 29 novembre 1994 : début de la première session de la 35e législature du Québec.
- 1er décembre 1994 : Lucien Bouchard, chef du Bloc québécois, est amputé de la jambe gauche à la suite d'une infection causée par la bactérie mangeuse de chair (fasciite nécrosante), un streptocoque de type A.
- 6 décembre 1994 : Jacques Parizeau dépose la loi sur la souveraineté du Québec. Une quinzaine de commissions régionales représentant les différentes régions du Québec devront définir la souveraineté. Le PLQ annonce qu'il boycottera les commissions.
- décembre 1994 : adoption de la loi 46 réglementant de nouveau la construction résidentielle.
- 1994 : écriture de la nouvelle Politique de gestion des déchets, qui introduisit le concept de recyclage au gouvernement du Québec. Ce fut la première contribution de Martine Ouellet au gouvernement du Québec.
- 26 janvier 1995 : Jacques Chirac annonce qu'il reconnaîtra un Québec indépendant advenant un référendum gagnant. Jean Chrétien, alors premier ministre du Canada, aurait déclaré que « le Québec a autant de chances de devenir indépendant que Jacques Chirac de devenir président de la France »[1] (celui-ci est pourtant élu président le 7 mai 1995).
- 5 avril 1995 : devant des pressions diverses, Jacques Parizeau reporte le référendum à l'automne.
- 19 avril 1995 : la Commission nationale sur l'avenir du Québec dépose un rapport préconisant l'union économique avec le Canada.
- 27 avril 1995 : Jacques Parizeau annonce la création prochaine du réseau des Carrefour jeunesse emploi (CJE)[2]
- mai 1995 : lancement du premier site web du Gouvernement du Québec[3]
- 12 juin 1995 : Jacques Parizeau, Lucien Bouchard et Mario Dumont s'allient pour la prochaine campagne référendaire. Ils se sont entendus sur la question, sur le plan de campagne et sur la façon dont les négociations sur le partenariat se mèneront.
- 22 juin 1995 : création de la Commission de la capitale nationale du Québec
- 7 septembre 1995 : dépôt du libellé de la question référendaire à l'Assemblée nationale : « Acceptez-vous que le Québec devienne souverain après avoir offert formellement au Canada un nouveau partenariat économique et politique dans le cadre du projet de loi sur l'avenir du Québec et de l'entente signée le 12 juin 1995 ? »[4]. La question est critiquée pour sa longueur et sa complexité, notamment par Jean Chrétien[5].
- 30 octobre 1995 : victoire serrée du Non au référendum sur la souveraineté : 50,48 % contre 49,52 %. 2 324 697 personnes ont voté Non et 2 280 866 pour le Oui. Jacques Parizeau déclare que le Oui a été battu « par l'argent et des votes ethniques ».
- 31 octobre 1995 : Jacques Parizeau annonce sa prochaine démission.
- 14 novembre 1995 : Lucien Bouchard annonce qu'il briguera l'investiture du Parti québécois.
- 27 novembre 1995 : Jean Chrétien déclare qu'il reconnaîtra le Québec comme société distincte, qu'il lui donnera un droit de veto régional et que le gouvernement fédéral se retirera de la formation de la main d'œuvre, mais qu'il n'est pas question que ces principes soient enchâssés dans la Constitution. Québec rejette sa proposition.

Événements à dater
- Instauration de la perception automatique des pensions alimentaires[6]
- Reconnaissance officielle des groupes communautaires[7] : dans les premiers mois du gouvernement, création du Secrétariat à l’action communautaire autonome (devenu depuis le SACAIS), dans le MESS ; et Loi 111 (1995), visant la création du Fonds d’aide à l’action communautaire autonome (FAACA)[8].

## Composition

### Composition initiale (26 septembre 1994)
| Fonctions, | Titulaire             | Circonscription du député   |
| --- | --------------------- | --------------------------- |
| Premier ministre | Jacques Parizeau      | L'Assomption                |
| Vice-premier ministre Ministre des Affaires internationales, de l'Immigration et des Communautés culturelles Ministre responsable de la Francophonie | Bernard Landry        | Verchères                   |
| Ministre des Finances Ministre du Revenu | Jean Campeau          | Crémazie                    |
| Présidente du Conseil du Trésor Ministre déléguée à l'Administration et à la Fonction publique Ministre responsable de la Famille                    | Pauline Marois        | Taillon                     |
| Vice-Président du Conseil du Trésor Ministre des Transports                                                                                          | Jacques Léonard       | Labelle                     |
| Ministre de l'Agriculture, des Pêcheries et de l'Alimentation                                                                                        | Marcel Landry         | Bonaventure                 |
| Ministre de la Culture et des Communications Ministre responsable de l'application de la Charte de la langue française                               | Marie Malavoy         | Sherbrooke                  |
| Ministre de l'Éducation | Jean Garon            | Lévis                       |
| Ministre de l'Environnement et de la Faune | Jacques Brassard      | Lac-Saint-Jean              |
| Ministre de l'Industrie, du Commerce, de la Science et de la Technologie                                                                             | Daniel Paillé         | Prévost                     |
| Ministre de la Justice Ministre responsable de l'application des lois professionnelles                                                               | Paul Bégin            | Louis-Hébert                |
| Ministre des Ressources naturelles | François Gendron      | Abitibi-Ouest               |
| Ministre de la Santé et des Services sociaux | Jean Rochon           | Charlesbourg                |
| Ministre de la Sécurité du revenu Ministre responsable de la Condition féminine                                                                      | Jeanne Blackburn      | Chicoutimi                  |
| Ministre de la Sécurité publique | Serge Ménard          | Laval-des-Rapides           |
| Ministres d'État |                       |                             |
| Ministre d'État au Développement des régions Ministre des Affaires municipales Ministre responsable de la Réforme électorale                         | Guy Chevrette         | Joliette                    |
| Ministre d'État à la Concertation Ministre de l'Emploi                                                                                               | Louise Harel          | Hochelaga-Maisonneuve       |
| Ministres délégués |                       |                             |
| Ministre déléguée aux Affaires intergouvernementales canadiennes                                                                                     | Louise Beaudoin       | Chambly                     |
| Ministre déléguée au Tourisme Ministre responsable de la Régie des installations olympiques                                                          | Rita Dionne-Marsolais | Rosemont                    |
| Ministre délégué à la Restructuration | Richard Le Hir        | Iberville                   |
| Fonctions parlementaires |                       |                             |
| Leader parlementaire | Guy Chevrette         | Joliette                    |
| Whip en chef du gouvernement | Jean-Pierre Jolivet   | Laviolette                  |
| Délégués régionaux |                       |                             |
| Abitibi–Témiscamingue | Rémy Trudel           | Rouyn-Noranda–Témiscamingue |
| Bas-Saint-Laurent – Gaspésie – Îles-de-la-Madeleine                                                                                                  | Matthias Rioux        | Matane                      |
| Chaudière-Appalaches | Jean-Guy Paré         | Lotbinière                  |
| Côte-Nord | Denis Perron          | Duplessis                   |
| Estrie | Claude Boucher        | Johnson                     |
| Lanaudière | Jocelyne Caron        | Terrebonne                  |
| Laurentides | Hélène Robert         | Deux-Montagnes              |
| Laval | David Cliche          | Vimont                      |
| Mauricie–Bois-Francs | Guy Julien            | Trois-Rivières              |
| Montérégie | François Beaulne      | Marguerite-D'Youville       |
| Montréal | Camille Laurin        | Bourget                     |
| Outaouais | Yves Blais            | Masson                      |
| Québec | Michel Rivard         | Limoilou                    |
| Saguenay–Lac-Saint-Jean | Francis Dufour        | Jonquière                   |

### Remaniement denovembre 1994
- Rita Dionne-Marsolais : ministre déléguée au Tourisme, ministre responsable de la Régie des installations olympiques, ministre de la Culture et des Communications, ministre responsable de la Charte de la Langue française[10].

### Remaniement defévrier 1995
- Jacques Parizeau : premier ministre, ministre de la Culture et des Communications, ministre responsable de la Charte de la Langue française.

### Remaniement d'août 1995
- Louise Beaudoin : ministre des Affaires intergouvernementales, ministre de la Culture et des Communications, ministre responsable de la Charte de la Langue française.

### Remaniement denovembre 1995
- Pauline Marois : ministre des Finances.
- Jacques Léonard : président du Conseil du Trésor, ministre de la Fonction publique.
- Jean Campeau : ministre des Transports.